# シャーロット・ヤング
シャーロット・メアリー・ヤング（Charlotte Mary Yonge、1823年8月11日 - 1901年5月24日）は、近代イギリスの小説家、文学者。ヴィクトリア朝のイギリスで活躍した女流作家の一人であり、神話や歴史・恋愛など多岐にわたる分野で創作活動に従事した。

## 生涯
シャーロット・メアリーはウィリアム・ヤングの長女として、1823年8月11日にハンプシャーのオッタボーンで生まれた。家庭で教育を受け、ラテン語・ギリシア語といった古典言語やフランス語、およびユークリッド幾何学と代数学を学んだ。後に、父による教育は非常に厳しいものであったと回想している。

私は父から非常な努力と（私と全く馴染まなかった）正確さを要求された。父は私をしばしば恐ろしい罵声で怒鳴りつけ、私はそのたびに泣かされていたが、同時にそんな父が褒めてくれることが励みでもあった…。

ヤングは人生の長きにわたって専制的な父の影響下に置かれ、結婚を含めたほとんどの人間関係もその範囲にあった。「父の賞賛は私の喜びであり、父の罵声は私の不幸だった」と語っている。宗教的には熱心な聖公会（イングランド国教会）の信徒であり、地元の名士にオックスフォード運動（国教会の独立宗派性を高めようとする宗教改革）の指導者である神学者ジョン・キーブルがいたことは彼女の生涯に影響を与えた。
1848年からヤングは児童向けに小説を書き始め、文才に恵まれていた彼女の小説は商業的な成功をよび、作家として成功を収めた。1868年、オッタボーンの南に新しい行政区が作られた際、シャーロットは新しい街の名付け親になるように頼まれている。彼女は統合された村の一つであるイーストリーの綴りを Eastley から現代風に Eastleigh へ改めた。
作家になってからも日曜学校の教師として穏やかに生き、生涯をオッタボーンの町で過ごした。

### 作家活動
25歳の時から小説執筆に興味を抱いたヤングは作品を書き始め、生涯で160作の作品を世に送り出している。最初の成功は1853年に執筆された『レドクリフの相続人』で、印税の一部は南十字星号の航海費用として寄付されている。並行して児童向けの文学雑誌『マンスリー・パケット』を主宰、同誌では日曜学校に通う児童のために書いた作品が掲載された。単独による創作活動にも熱意を注ぎ続け、また実在する聖者や苦労人の伝記を執筆するなど歴史小説にも視野を広げていった。
ヤングの文才は大衆に広く好まれ、首相ウィリアム・グラッドストンもファンの一人であった。ルイス・キャロル、ジョージ・エリオット、クリスティーナ・ロセッティ、チャールズ・キングズリー、アルフレッド・テニスン、アンソニー・トロロープら同時代の文人らからも賞賛を受けていた。詩人ウィリアム・モリスと後期ラファエル前派の画家エドワード・バーン＝ジョーンズは、オックスフォード大学在学中に『レドクリフの相続人』に傾倒して、「中世時代の騎士道に時代錯誤な傾倒を見せるガイ・モービル（主人公）は、我々の仲間だ」と書き残している。
作風についてはトロロープ、ジェーン・オースティン、オノレ・ド・バルザック、ギュスターヴ・フローベール、エミール・ゾラと比較される。
しかし、1940年代前後の現代文学の潮流の中で、次第にヤングの作品は「古典的」で「懐古的」と批判され始め、「キリスト教的で古臭い価値観」「乏しい人生経験ゆえに世界観が狭量」と半ば偏見じみた評価すら受けるようになった。評論家カタリーナ・サンドヴァッチは「彼女の創作活動と個人的な価値観を混同する傾向は、彼女の作品を常に苦しめた」と論じている。こうした状況下から現代文学の研究では、出世作であり多大な影響を他者に与えた『レドクリフの相続人』を除いてほとんど対象とされなかった。

## 引用
1. ↑  Hayter (1996), vii.
2. ↑  Coleridge (1903), 107-108.
3. ↑  Coleridge (1903), p. 108
4. ↑  Sturrock (1995), pp. 17-18
5. ↑  Quoted in Sturrock (1995), p. 17
6. ↑  Lambert, Tim. “A Brief History of Eastleigh, Hampshire”. 2008年9月7日閲覧。
7. ↑  Cross, F. L. (ed.) (1957) The Oxford Dictionary of the Christian Church. London: Oxford U. P.; p. 1484
8. ↑  Cross, F. L. (ed.) (1957); p. 1484
9. 1 2  Hayter (1996), 1.
10. 1 2  Hayter (1996), 2.
11. ↑  Quoted in Sandbach-Dahlström (1984), 2.
12. ↑  Sandbach-Dahlström (1984), 3.
13. ↑  Sandbach-Dahlström (1984), 8.